# Гроув, Джордж
Джордж Гро́ув , Джордж Гров (англ. Sir George Grove; 13 августа 1820 — 28 мая 1900) — английский музыковед, наиболее известный благодаря своему музыкальному словарю.
Получил инженерное образование, в 1841—1845 гг. работал в Вест-Индии, занимаясь сооружением маяков. По возвращении в Великобританию занял в 1852 г. должность секретаря Хрустального дворца и в этом качестве играл заметную роль в лондонской музыкальной жизни своего времени. Выступал как музыкальный журналист и редактор, а в 1879—1889 гг. опубликовал первое издание своего «Словаря музыки и музыкантов» (англ. Dictionary of Music and Musicians), к работе над которым были привлечён ряд видных специалистов, а сам Гроув написал значительные статьи о Бетховене, Шуберте и Мендельсоне. В 1882—1894 гг. был первым директором Королевского колледжа музыки.